# Пекорари, Ансельмо Гвидо
Ансельмо Гвидо Пекорари (итал. Anselmo Guido Pecorari; род. 19 мая 1946, Сермиде, королевство Италия) — итальянский прелат и ватиканский дипломат. Титулярный архиепископ Популонии с 29 ноября 2003. Апостольский нунций в Руанде с 29 ноября 2003 по 17 января 2008. Апостольский нунций в Уругвае с 24 мая 2008 по 25 апреля 2014. Апостольский нунций в Болгарии с 25 апреля 2014 по 31 декабря 2021. Апостольский нунций в Северной Македонии с 11 июля 2014 по 31 декабря 2021.